# Carl-Friedrich-Gauß-Preis
Der Carl-Friedrich-Gauß-Preis (englisch Carl Friedrich Gauss Prize for Applications of Mathematics nach Carl Friedrich Gauß) ist ein Wissenschaftspreis in der angewandten Mathematik.
Der Preis wird zusammen mit den Fields-Medaillen und der IMU-Abakus-Medaille (bis 2021 Nevanlinna-Preis) auf dem alle vier Jahre stattfindenden Internationaler Mathematikerkongress (ICM) an einen Mathematiker verliehen, dessen Arbeiten einen wesentlichen Einfluss auf Bereiche außerhalb der Mathematik haben. Der Preis wird gemeinsam von der Internationalen Mathematischen Union und der deutschen Mathematiker-Vereinigung vergeben. Der Preis wird aus Überschüssen des ICM 1998 in Berlin finanziert und besteht aus einer Medaille und einem Preisgeld. Nicht zu verwechseln ist der Carl-Friedrich-Gauß-Preis mit dem jährlich vergebenen Gauss-Preis der Deutschen Gesellschaft für Versicherungs- und Finanzmathematik und der Deutschen Aktuarvereinigung.
Als erstem Preisträger wurde 2006 dem Japaner Itō Kiyoshi auf dem ICM in Madrid die Medaille mit einem Preisgeld von 10.000 Euro übergeben.

## Preisträger
- 2006: Itō Kiyoshi
- 2010: Yves Meyer
- 2014: Stanley Osher
- 2018: David Donoho
- 2022: Elliott Lieb